# Liste der Brücken über die Goldach
Die Liste der Brücken über die Goldach enthält die Brücken der Goldach in den Kantonen Appenzell Ausserrhoden, St. Gallen und Thurgau. Zusätzlich zu Brücken beinhaltet die Liste Übergänge über Bachdurchlässe und eine Furt.

## Brückenliste
42 Querungen überspannen derzeit den Fluss: 17 Strassen-, 10 Feldweg-, 10 Fussgänger-, drei Eisenbahn-Übergänge und zwei Rohrträgerbrücken.
| Bild | Name                                        | Ort                     | Lage | Funktion                                                  | Konstruktion                | Material   | Länge in m           | Höhe m ü. M. | Bemerkungen |
| ---- | ------------------------------------------- | ----------------------- | ---- | --------------------------------------------------------- | --------------------------- | ---------- | -------------------- | ------------ | --- |
|      | Übergang bei Suruggen                       | Trogen                  |      | Feldweg                                                   | Bachdurchlass               | Beton      | 4                    | 1042         | - Wanderweg - Feldweg führt zum Gebäude Suruggen 822. |
|      | Oberer Suruggen-Übergang                    | Trogen                  |      | Feldweg                                                   | Bachdurchlass               | Beton      | 4                    | 1040         | - Mountainbike-Route 55 Wildmannli Bike (Etappe 3 Altstätten – St. Gallen) - Veloland-Route 42 Appenzeller Route (Etappe 2 Gais – St. Gallen) - Wanderweg |
|      | Unterer Suruggen-Übergang                   | Trogen                  |      | Feldweg                                                   | Bachdurchlass               | Beton      | 4                    | 1015         | - Mountainbike-Route 55 Wildmannli Bike (Etappe 3 Altstätten – St. Gallen) - Veloland-Route 42 Appenzeller Route (Etappe 2 Gais – St. Gallen) - Wanderweg |
|      | Altstätterstrasse-Übergang                  | Trogen                  |      | Kantonsstrasse (zweispurig) 29                            | Bachdurchlass               | Beton      | 4                    | 1004         | - Lokalverbindungsstrasse (LVS) - Höchstgeschwindigkeit 80 km/h - PostAuto-Buslinie 229 (Heiden – Oberegg – St. Anton – Trogen) - Mountainbike-Route 55 Wildmannli Bike (Etappe 3 Altstätten – St. Gallen) - Veloland-Route 42 Appenzeller Route (Etappe 2 Gais – St. Gallen) und Route 998 Appenzeller Aussichtsroute (Heiden – St. Gallen) - Wanderweg |
|      | Übergang beim Oberegger Sägli               | Trogen                  |      | Feldweg                                                   | Bachdurchlass               | Beton      | 4                    | 973          | - Feldweg führt zum Gebäude Oberegger Sägli 415b. |
|      | Oberegger Sägli-Brücke                      | Trogen                  |      | Feldwegbrücke                                             | Balkenbrücke                | Beton      | 4                    | 934          | - Wanderweg |
|      | Brücke beim Fischbach                       | Trogen                  |      | Feldwegbrücke                                             | Balkenbrücke                | Beton      | 8                    | 909          | |
|      | Übergang beim Baschloch                     | Trogen                  |      | Feldweg                                                   | Bachdurchlass               | Beton      | 4                    | 897          | |
|      | Baschloch-Brücke                            | Trogen                  |      | Feldwegbrücke                                             | Balkenbrücke                | Beton      | 17                   | 854          | |
|      | Steg bei Bach                               | Trogen                  |      | Fussgängerbrücke                                          | Balkenbrücke                | Beton      | 15                   | 815          | - Steg führt zum Gebäude Bach 9. |
|      | Bach-Brücke                                 | Trogen                  |      | Strassenbrücke (zweispurig)                               | Balkenbrücke                | Beton      | 18                   | 810          | - Wanderweg |
|      | Brücke bei Bach 5                           | Trogen                  |      | Strassenbrücke (zweispurig)                               | Balkenbrücke                | Beton      | 9                    | 808          | |
|      | Brücke bei Oberer Bach                      | Trogen                  |      | Strassenbrücke (einspurig)                                | Balkenbrücke                | Beton      | 11                   | 807          | - Zufahrtsstrasse - Wanderweg |
|      | Steg bei Bruggmüli                          | Trogen                  |      | Fussgängerbrücke                                          | Balkenbrücke                | Beton      | 13                   | 789          | |
|      | Wäldlerstrasse-Brücke                       | Trogen                  |      | Strassenbrücke (zweispurig) mit Trottoirs 463             | Stein-Bogenbrücke           | Stein      | 53                   | 785          | - Die Eisenbetonbrücke wurde um 1860 erbaut. - Hauptverkehrsstrasse (HVS) - PostAuto-Buslinie 230 (Heiden – Wald – Trogen) - Veloland-Route 4 Alpenpanorama-Route (Etappe 1 St. Margrethen – Appenzell) - Wanderweg |
|      | Bleichimüli-Brücke                          | Trogen                  |      | Strassenbrücke (zweispurig)                               | Balkenbrücke                | Beton      | 13                   | 773          | - Zufahrtsstrasse - Wanderweg |
|      | Tobel-Brücke                                | Trogen                  |      | Strassenbrücke (zweispurig)                               | Balkenbrücke                | Beton      | 13                   | 759          | - Zufahrtsstrasse - Mountainbike-Route 2 Panorama Bike (Etappe 1 Rorschach – Trogen) - Wanderweg |
|      | Brücke bei Bad                              | Trogen                  |      | Feldwegbrücke                                             | Balkenbrücke                | Beton      | 18                   | 753          | |
|      | Chastenloch-Steg                            | Trogen – Rehetobel      |      | Fussgängerbrücke                                          | Balkenbrücke Sprengwerk     | Holz       | 17                   | 693          | - Offene Holzbrücke wurde 2004 erstellt. - Die Brücke ist zurzeit gesperrt (Stand 2024). Sie ist in schlechtem Zustand und sollte ersetzt werden. - Wanderweg |
|      | Brücke beim Chastenloch                     | Trogen – Rehetobel      |      | Fussgängerbrücke mit Rohrleitungen unterhalb der Fahrbahn | Balkenbrücke                | Stahl Holz | 16                   | 689          | - Auf der rechten Flussseite befindet sich das Restaurant Chastenloch. - Wanderland-Route 3 Alpenpanorama-Weg (Etappe 1 Rorschach –Trogen) und Route 22 Kulturspur Appenzellerland (Etappe 3 Trogen –Rheineck) |
|      | Rohrträger-Brücke                           | Trogen – Rehetobel      |      | Rohrleitungsbrücke                                        | Balkenbrücke                | Stahl      | 16                   | 689          | |
|      | Oberachbrücke (Obere Achbrücke)             | Speicher – Rehetobel    |      | Strassenbrücke (einspurig)                                | Gedeckte Brücke Hängewerk   | Holz       | 19                   | 673          | - Die jetzige Brücke wurde 1739 erbaut. Sie ersetzte eine alte Brücke, die abgebrochen wurde. - Nach gründlicher Sanierung wurde das Bauwerk 1972 unter Denkmalschutz gestellt. - Allgemeines Fahrverbot - Die alte Saumstrasse von Rehetobel durch Lobenschwendi nach Speicherschwendi führt über die Brücke. - Wanderweg |
|      | Brücke bei Zweibrücken                      | Speicher – Rehetobel    |      | Strassenbrücke (zweispurig) mit Trottoirs 35              | Stein-Bogenbrücke           | Stein      | 38                   | 652          | - Die Brücke von 1846 wurde 1980 instand gesetzt. - Eine neue Brücke ist geplant. - Höchstgeschwindigkeit 80 km/h - Die Brücke überquert das Goldachtobel. - Regionalverkehrsstrasse (RVS) - PostAuto-Buslinie 121 (Heiden – Rehetobel – St. Gallen – Engelburg) - Veloland-Route 42 Appenzeller Route (Etappe 2 Gais – St. Gallen) |
|      | Achmühlebrücke (Untere Achbrücke)           | Speicher – Rehetobel    |      | Strassenbrücke (einspurig)                                | Gedeckte Brücke Stabpolygon | Holz       | 19                   | 615          | - Die Brücke wurde 1701 erstellt. - Sie ersetzte die erste «Hüslibrugg» von 1671, die 1700 bei Hochwasser zerstört wurde. - Das Bauwerk ist ein regional geschütztes Kulturgut in den Gemeinden Speicher und Rehetobel. - Maximale Tragfähigkeit: 3 t - Maximale Höhe: 2,3 m - Wanderweg |
|      | Steg unterhalb Achmühle                     | Speicher – Rehetobel    |      | Fussgängerbrücke                                          | Balkenbrücke                | Holz       | 15                   | 613          | - Der Übergang ist nicht behindertengerecht (Treppen). |
|      | Brücke bei Burgstelle Rappenstein           | St. Gallen – Eggersriet |      | Fussgängerbrücke                                          | Balkenbrücke                | Stahl      | 13                   | 560          | - Privater Übergang - Es wurde eine Hinweistafel montiert: Privat, Betreten auf eigene Gefahr, jede Haftung wird abgelehnt. |
|      | Furt bei Burgstelle Rappenstein             | St. Gallen – Eggersriet |      | Feldwegübergang                                           | Furt                        | Erdboden   | 20                   | 557          | |
|      | Martinsbrücke                               | St. Gallen – Untereggen |      | Strassenbrücke (zweispurig) mit Trottoirs 445 6           | Balkenbrücke                | Beton      | 60                   | 538          | - Die spätmittelalterliche Holzbrücke von 1468 wurde im Jahr 1828 durch einen gleichartigen Neubau ersetzt. 1877 wurde dieser wiederum abgetragen und an seiner Stelle eine Eisenfachwerkbrücke erstellt. Die heutige Betonbrücke wurde 1968 erbaut. - Die Brücke überquert das Martinstobel. - Höchstgeschwindigkeit 80 km/h - PostAuto-Buslinie 120 (Heiden – Eggersriet – St. Gallen – Engelburg) - Wanderland-Route 4 ViaJacobi (Etappe 1 Rorschach –Herisau) |
|      | Steg bei Lochmüli                           | Mörschwil – Untereggen  |      | Fussgängerbrücke                                          | Fachwerkbrücke              | Stahl      | 25                   | 468          | - Die neue Brücke wurde 2019 erbaut als Ersatz für die von der Goldach am 1. September 2017 zerstörten Brücke. - Die ehemalige gedeckte Holzbrücke wurde 1970 abgebrochen. - Wanderweg - Die Brücke befindet sich im national bedeutenden Auengebiet Goldachtobel. - Die Brücke befindet sich im national bedeutenden Amphibienlaichgebiet Goldachtobel. - Die Brücke befindet sich beim Waldreservat Goldachtobel. |
|      | Goldachtobelbrücke (Hängebrücke Rantelwald) | Mörschwil – Goldach     |      | Fussgängerbrücke                                          | Hängebrücke                 | Stahl      | 85                   | 458          | - Die Drahtseilhängebrücke wurde 2022 erbaut. - Eingebettet im idyllischen Rantelwald verbindet die Goldach-Hängebrücke die Gemeinden Goldach und Mörschwil. - Der Fussweg hängt ca. 10 m über der Wasseroberfläche der Goldach. - Der Gehweg besteht aus 336 Holzbrettern welche quer verlegt sind. - In enger Zusammenarbeit mit der Vogelwarte Sempach wurden Massnahmen ergriffen, um unter anderem den Uhu und den Wanderfalken zu schützen. Ein bemerkenswertes Merkmal dieses Engagements sind die schwarz-weissen Kugeln an den Drahtseilen, welche damit eine Kollision der Vögel verhindern soll. - Wanderweg - Die Brücke befindet sich im national bedeutenden Auengebiet Goldachtobel. - Die Brücke befindet sich im national bedeutenden Amphibienlaichgebiet Goldachtobel. |
|      | Goldach-Viadukt (Autobahn A1)               | Mörschwil – Goldach     |      | Autobahnbrücke (vierspurig) mit Pannenstreifen            | Hohlkastenbrücke            | Beton      | 510 (West) 450 (Ost) | 444          | - Die Brücken wurden 1971–1973 erbaut. Für jede Fahrtrichtung wurde eine separate Brücke gebaut. Sie sind 510 m (Fahrtrichtung St. Gallen) bzw. 450 m (Fahrtrichtung St. Margrethen) lang. Die Fahrbahnen überqueren das Goldachtobel in ca. 60 m Höhe. - Höchstgeschwindigkeit 120 km/h - Das Viadukt überquert auch die Goldachtobel-Basisstrasse auf der linken Flussseite sowie die Blumeneggstrasse und ein Parkplatz des Technologieparks Blumenegg auf der rechten Flussseite. |
|      | Brücke bei Haldenmühle                      | Goldach                 |      | Strassenbrücke (zweispurig)                               | Balkenbrücke                | Beton      | 13                   | 442          | - Wohnstrasse - Wanderweg |
|      | Haldenmühleweg-Brücke                       | Goldach                 |      | Strassenbrücke (zweispurig)                               | Balkenbrücke                | Beton      | 18                   | 438          | - Zufahrtsstrasse - Veloland-Route 33 Kartäuser-Fürstenland-Route (Etappe 2 Wil – Rorschach) - Wanderweg |
|      | Goldachviadukt SBB                          | Goldach                 |      | Eisenbahnbrücke (zweigleisig)                             | Stein-Bogenbrücke           | Stein      | 104                  | 436          | - Die doppelspurige Steinbogenbrücke aus fünf Halbkreisgewölben wurde 1855/56 erstellt. - Das Viadukt wurde 1990 saniert. - Höchstgeschwindigkeit 85 km/h - Das Bauwerk überquert auch den Dammweg. - Die Bahnstrecke Rorschach–St. Gallen wurde 1858 eröffnet. |
|      | St. Gallerstrasse-Brücke                    | Goldach                 |      | Strassenbrücke (zweispurig) mit Trottoirs 1               | Balkenbrücke                | Beton      | 67                   | 422          | - Die Brücke wurde 1840 fertiggestellt. - Höchstgeschwindigkeit 50 km/h - PostAuto-Buslinie 254 (Rorschach, HB Süd – Rorschacherberg – Rorschach – Goldach, Bahnhof) - Oberschwäbische Barockstrasse Süd |
|      | Rohrträger-Brücke                           | Goldach                 |      | Rohrleitungsbrücke                                        | Balkenbrücke                | Stahl      | 25                   | 417          | |
|      | Kellenbrücke (Alte Landstrasse)             | Goldach                 |      | Fussgänger- und Velobrücke                                | Gedeckte Brücke Sprengwerk  | Holz       | 42                   | 415          | - Die Brücke wurde 1997 erbaut. |
|      | Kantonsstrasse-Brücke                       | Tübach – Goldach        |      | Strassenbrücke (zweispurig) mit Trottoirs 47              | Balkenbrücke                | Beton      | 43                   | 407          | - Höchstgeschwindigkeit 70 km/h - RTB-Buslinie 252 (Goldach – Rorschacherweg – Rorschach – Tübach) - Flussabwärts auf der rechten Flussseite befindet sich das national bedeutende Amphibienlaichgebiet Kiesgrube Schuppis. |
|      | Bürgerstrasse-Brücke                        | Horn – Goldach          |      | Fussgängerbrücke                                          | Balkenbrücke                | Beton      | 27                   | 397          | - Der Europäische Fernwanderweg führt über die Brücke. - Rund 200 m flussaufwärts befindet sich die hydrometrische Messstation Goldach – Goldach, Bleiche 2308 des Bundesamts für Umwelt (BAFU). - Interkantonale Brücke (Kantonsgrenze Thurgau – St. Gallen) |
|      | SBB-Brücke                                  | Horn – Goldach          |      | Eisenbahnbrücke (eingleisig)                              | Fachwerkbrücke              | Stahl      | 27                   | 397          | - Anschlussgleis vom Bahnhof Horn an der Bahnstrecke Romanshorn–Rorschach zum Industriegebiet in Goldach. - Interkantonale Brücke (Kantonsgrenze Thurgau – St. Gallen) |
|      | SBB-Brücke                                  | Horn – Goldach          |      | Eisenbahnbrücke (eingleisig)                              | Fachwerkbrücke              | Stahl      | 21                   | 396          | - Höchstgeschwindigkeit 125 km/h - Die Bahnstrecke Romanshorn–Rorschach wurde 1869 eröffnet. - Interkantonale Brücke (Kantonsgrenze Thurgau – St. Gallen) |
|      | Seestrasse-Brücke                           | Horn – Goldach          |      | Strassenbrücke (zweispurig) mit Trottoirs                 | Balkenbrücke                | Beton      | 27                   | 396          | - Höchstgeschwindigkeit 60 km/h - Veloland-Route 2 Rhein-Route (Etappe 5 St. Margrethen – Kreuzlingen), Route 923 Geo-Route (Etappe 1 Rorschach – Rheinfelden) und Bodensee-Radweg (Etappe 5 Rorschach – Kreuzlingen) - Der letzte Goldach-Übergang befindet sich ca. 200 Meter vor der Mündung der Goldach in den Bodensee. - Interkantonale Brücke (Kantonsgrenze Thurgau – St. Gallen) |